# Eupithecia anita
Eupithecia anita es una especie de polilla de la familia Geometridae. La especie fue descrita por primera vez por William Warren habiendo sido descrita en 1906, con distribución en Brasil y México. El sintipo de la especie fue descrita en el Estado de Paraná y en los alrededores de Jalapa (Tabasco).